# 2S22 ボグダナ
2S22 ボグダナ（ウクライナ語: 2С22 «Богдана»）は、ウクライナで開発されたNATO標準口径の155mm榴弾砲を搭載した装輪式自走砲である。KrAZ-6322などのトラックのシャーシに搭載されており、装甲ダブルキャビンを備え、約20発の砲弾を搭載可能である。榴弾砲の最小射程は780m、最大射程は通常弾で40km、ロケット推進弾で50kmであり、発射速度は毎分6発である。日本語表記は「ボフダナ」とも。

## 概要

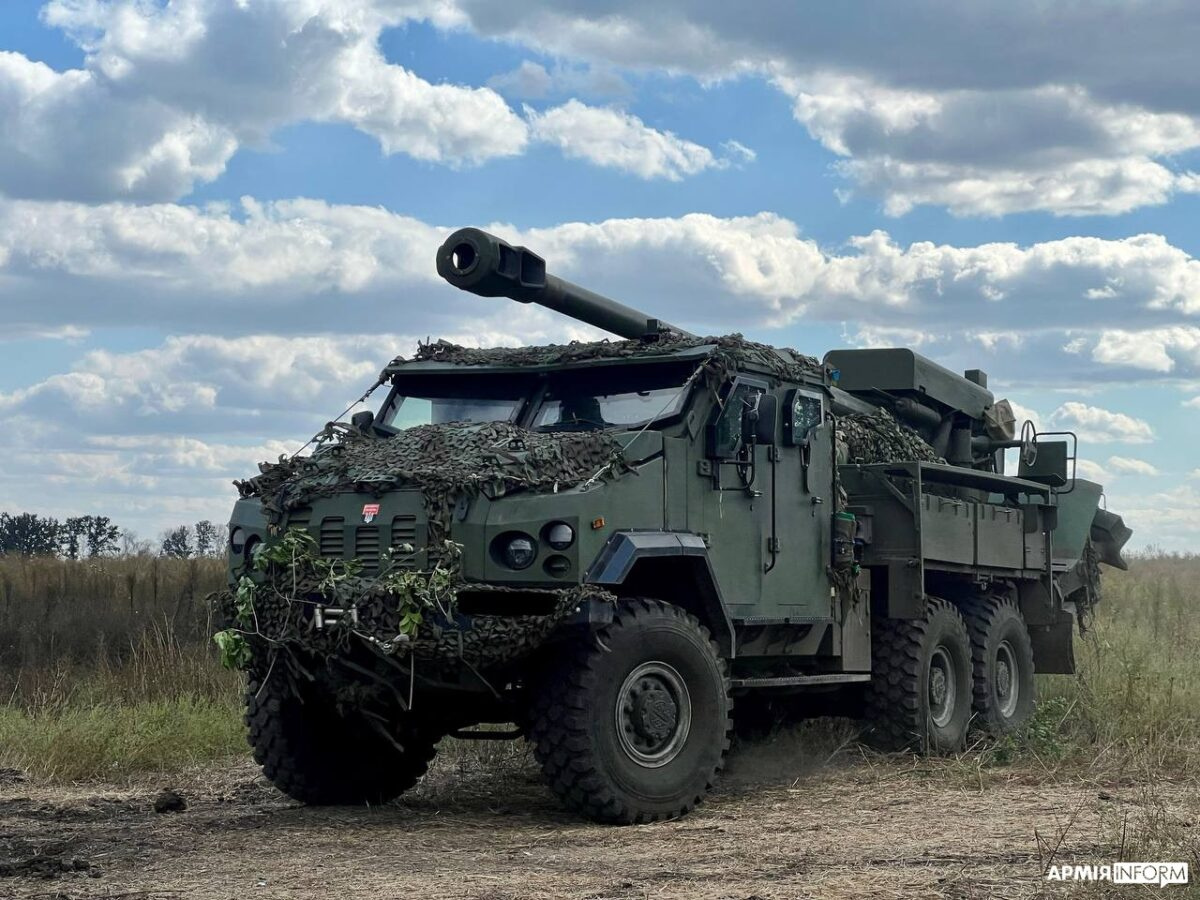
MAZ-6317シャーシの2S22

2018年に実弾発射試験が行われ、2018年8月24日のキーウ独立記念日パレードで初めて公開された。2021年5月にも試験射撃が行われ、2021年12月と2022年1月にはオデッサ州の射撃場で450発の砲弾が発射された。
オレクシー・レズニコウ国防相によると、2S22は2023年1月に量産が開始された。量産型では生産加速と単一サプライヤーへの依存回避のため、KrAZ-6322に加えて、MAZ-6317をボフダーン社で国産化した6x6シャーシやチェコのタトラ817の8x8シャーシも使用している。
2023年7月21日にウクライナ軍によって正式に採用された。同年12月、ウクライナ陸軍が既に約30両を受領しており、牽引型を開発中であると報じられた。
最初は毎月6両のペースで生産されていたが、2025年3月には毎月40両まで生産可能になったほか、牽引型(2P22 ボグダナ-B)の導入も行われたことが報じられた。

## 運用
2022年2月25日、ロシアのウクライナ侵攻が始まったとき、2S22の開発者らは、敵に鹵獲されることを避けるため唯一の試作品を破壊する命令を受けたが、破壊する代わりに後方に移動させ、ウクライナ軍に引き渡すことができた。その後、この試作品が前線に配備され、ロシアの標的に向けて砲弾を発射していることが報告されている。
2022年6月、ウクライナ軍は2S22を使用して本土から35km離れたズミイヌイ島のロシア軍を砲撃したと報じられた。